# ミズーリ (BB-11)
| USS Missouri BB-11 | |
| 艦歴               | |
| 発注:              | |
| 起工:              | 1900年2月7日                                                                                           |
| 進水:              | 1901年12月28日                                                                                         |
| 就役:              | 1903年12月1日                                                                                          |
| 退役:              | 1919年9月8日                                                                                           |
| その後:            | スクラップとして売却                                                                                   |
| 性能諸元           | |
| 排水量:            | 13,500 トン                                                                                            |
| 全長:              | 393.9 ft                                                                                               |
| 全幅:              | 72.2 ft                                                                                                |
| 吃水:              | 25.7 ft                                                                                                |
| 機関:              | |
| 最大速:            | 18.15 ノット                                                                                           |
| 航続距離:          | |
| 乗員:              | 士官、兵員592名                                                                                        |
| 兵装:              | 12インチ砲4門 6インチ砲16門 3インチ砲6門 3ポンド砲8門 1ポンド砲6門 30口径機銃3門 18インチ魚雷発射管2門 |
| 航空機:            | |
| モットー:          | |

ミズーリ (USS Missouri, BB-11) は、アメリカ海軍の戦艦。メイン級戦艦の2番艦。艦名はミズーリ州にちなむ。その名を持つ艦としては3隻目。

## 艦歴
ミズーリは1900年2月7日にバージニア州ニューポート・ニューズのニューポート・ニューズ造船所で起工し、1901年12月28日にエドソン・ゴールデット夫人（ミズーリ州選出上院議員フランシス・マリオン・コックレールの娘）によって命名、進水、1903年12月1日に初代艦長ウィリアム・S・コールズ大佐の指揮下就役した。
就役後北大西洋艦隊に配属されたミズーリは、1904年2月4日に公試のためノーフォークを出航し、バージニア岬沖での公試およびカリブ海での艦隊演習に参加した。4月13日、砲撃訓練中に後部砲塔内で砲撃後の火炎が装薬に引火し、火災が生じた。爆発は起こらなかったが火薬の急激な燃焼で36名が窒息した。迅速な対処により大きな損害は生じずにすみ、3名の乗組員が勇敢な行動により名誉勲章を受章した。ミズーリはニューポート・ニューズで修理を行った後、6月9日に地中海へ向けて出航し、12月17日にニューヨークに帰還した。
翌年は東海岸沿いおよびカリブ海で艦隊演習に従事し、1907年1月17日から1月19日までミズーリはジャマイカで発生した地震の被災者支援をキングストンで行った。4月にはジェームズタウン博覧会に参加した。
1907年12月16日にミズーリはグレート・ホワイト・フリートに加わり世界巡航に参加、ハンプトン・ローズを出航する。艦隊はセオドア・ルーズベルト大統領の観閲を受け、その後カリブ海および南米東海岸の港を訪問、ホーン岬を回ってペルーとメキシコを訪れた後、1908年5月6日にカリフォルニア州サンフランシスコに到着した。7月に艦隊は西に向かい、ハワイ州ホノルルを訪れた後ニュージーランドとオーストラリアを訪問、10月2日にはフィリピンのマニラに到着した。その後日本の横浜に向かい、横浜ではこれまでにない歓迎を受けた。続いて中華民国廈門を訪れた後セイロン島、スエズを経由し地中海東部の港を訪問した。1909年2月6日にジブラルタルを出航し、艦隊は2月22日にハンプトン・ローズで再びルーズベルト大統領の観閲を受ける。アメリカ海軍の威容を世界に知らしめる任務は大きな成功で完了した。
ミズーリはその後1910年5月1日にボストンで予備役艦隊入りするが、1911年6月1日に再就役し、大西洋艦隊に加わり東海岸およびカリブ海で艦隊演習に従事した。1912年6月にミズーリは海兵隊員を乗せニューヨークからキューバに向かい、同地での政情不安に対してアメリカ合衆国の権益保護のための任務に赴いた。翌月には海軍兵学校生を訓練のため乗艦させた後、1912年9月9日にフィラデルフィアで退役した。
ミズーリは1914年3月16日に再就役し、海軍兵学校生のヨーロッパへの夏季訓練巡航のためイタリアおよびイギリスへ向かった。12月2日にフィラデルフィアへ帰還し、1915年4月16日に再び海軍兵学校生の訓練のためカリブ海へ巡航、パナマ運河を通過しカリフォルニアの港へ向かった。1915年10月18日にはフィラデルフィアの予備役艦隊入りするが、1916年5月2日に再就役し東海岸およびカリブ海での訓練を行った後、冬にはフィラデルフィアで通常任務に就いた。
第一次世界大戦へのアメリカ合衆国の参戦に際してミズーリは1917年4月23日に再就役し、バージニア州ヨークタウンで大西洋艦隊に加わりチェサピーク湾水域での訓練艦として訓練任務に従事した。1917年8月26日にヒュー・ロッドマン少将はミズーリを大西洋艦隊第2戦隊の旗艦に任命した。ミズーリは商船の護衛のため海外に派遣される数千の新兵に機関や砲術訓練を行った。
第一次世界大戦の休戦に続いて、ミズーリは巡洋艦輸送艦部隊に配属され、1919年2月18日にノーフォークを出港、ブレストに向かい帰還兵の輸送任務に就く。ミズーリは4度の航海で3,278名の帰還兵を輸送した。ミズーリは1919年9月8日にフィラデルフィアで退役し、1922年1月26日にフィラデルフィアのジョセフ・G・ヒトナーおよびウィリアム・F・カトラーに売却され、ワシントン海軍軍縮条約に基づきスクラップとして廃棄された。